# Barys Klejn
Barys Klejn (biał. Барыс Самуілавіч Клейн; ur. 1 listopada 1928 w Witebsku) – białoruski historyk, działacz społeczny, radziecki dysydent. 

## Życiorys
Jego ojciec był lekarzem i absolwentem Uniwersytetu Warszawskiego. W czasie II wojny światowej rodzina została zesłana do Mari Eł. W 1951 ukończył Państwowy Uniwersytet Leningradzki. Pracował jako konsultant prawny oddziału grodzieńskiego kolei białoruskiej. Współpracował z towarzystwem „Веды”, wchodząc w skład obwodowego zarządu w Grodnie. 
W 1964 rozpoczął pracę w Katedrze Historii KPZR Grodzieńskiego Instytutu Medycznego. Zajmował się badaniem ruchów narodowo-wyzwoleńczych i rewolucyjnych na Białorusi, Litwie i w Rosji.
W 1968 dokonał radykalnego zwrotu politycznego, krytykując politykę KPZR – m.in. interwencję w Czechosłowacji. Trzy lata później został wykluczony z KPZR, pozbawiony stopni naukowych i zatrudnienia. Był objęty zakazem druku. 
W 1976 ponownie przyjęty do partii i zatrudniony w Katedrze Historii ZSRR i Białoruskiej SRR na Uniwersytecie Grodzieńskim. 
Po 1991 wsparł polskie i białoruskie odrodzenie narodowe na Białorusi, w tym odnowę tzw. szlaku mickiewiczowskiego. 
Jego bratem jest Lew Klejn, leningradzki archeolog, sądzony i prześladowany w ZSRR za homoseksualizm. Od 1992 mieszka w USA i współpracuje z Uniwersytetem Minnesoty.